# Iglesia de Nuestra Señora de la Asunción (El Cubillo de Uceda)
La iglesia de Nuestra Señora de la Asunción es un templo católico situado en El Cubillo de Uceda (Guadalajara, España). Se construyó entre finales del siglo XII y comienzos del XIII y fue reformado posteriormente en el XVI. 

## Descripción
Cuenta con varios elementos singulares de los que destaca en primer lugar el ábside mudéjar, uno de los pocos ejemplos que podemos encontrar en la provincia de Guadalajara. No menos importantes son la fachada renacentista, de cuidadosa manufactura y el artesonado de estilo mudéjar que cubre la nave de la iglesia.
La construcción es de planta rectangular con tres naves, ábside, presbiterio, sacristía y torre. Edificado en mampostería de cal y canto en los muros con sillares en las esquinas y ladrillo en el ábside y la torre, se habría iniciado su construcción en el siglo XII o XIII, para ser reformado posteriormente en el XVI.

### Exterior
En la fachada este del templo destaca el ábside mudéjar, de ladrillo, con dos bandas superpuestas de arcos ciegos y doblados, un pequeño tramo liso y por encima una nueva serie de arcos murales, en este caso sencillos. Sobre estos un friso de ladrillos a sardinel en los que se apoya una ancha banda de recuadros dobles.
En la fachada oeste destaca la portada principal en estilo plateresco de la escuela toledana, de la primera mitad del siglo XVI. Cuenta con dos jambas molduradas, y dintel decorado profusamente. Lo cubre un gran friso que sostienen a los lados sendos angelillos en oficio de cariátides; dicho friso se remata con taqueado jaqués y ovas. También aparece el taqueado y las ovas en el tímpano que remata la portada, semicircular, y que alberga una hornacina avenerada conteniendo talla de San Miguel, y escoltada por sendos flameros.
El muro sur cuenta con un atrio de grandes dimensiones compuesto de 8 columnas de capitel renacentista, sobre pedestales muy altos y portada de líneas clasicistas.
En el lado norte destaca la torre mudéjar. Construida en ladrillo se levanta sobre una base de piedra, y sigue el mismo estilo que el ábside, al menos su cuerpo bajo. Dispone de dos ventanas aspilleradas, la este rodeada de arco polilobulado apuntado y la norte con arco doblado.

### Interior
Respecto al interior se distinguen dos zonas claramente diferenciables. El ábside mudéjar del siglo XII o XIII, de planta semicircular con bóveda de cuarto de esfera y fábrica de ladrillo visto, dispuesto en forma de arquerías ciegas en tres cuerpos.
El resto del templo fue erigido de nuevo en el siglo XVI, con tres naves apoyadas sobre columnas cilíndricas y cubiertas con artesonado de madera, de tradición ornamental mudéjar, aunque con detalles platerescos. En la nave central el artesonado es de par y nudillo en la nave central con cuatro pares de tirantes y ménsulas renacentistas, trompas triangulares inclinadas con decoración de hexágonos en el costado del testero mientras que las de los pies son planas.
El suelo de las naves está cubierto de numerosas lápidas sepulcrales, con leyendas y escudos tallados, correspondientes a diversos vecinos del pueblo, seglares y eclesiásticos, de los siglos XVI y XVII.
Como particularidad del conjunto destaca que los capiteles situados en el lado epístola o sur del templo, tanto en el interior como de la fachada oeste, cuentan con una ornamentación más elaborada que los del lado evangelio o norte. El primer capitel de lado epístola cuenta además con dos ménsulas perpendiculares a la línea de los arcos de apoyo de la nave. Las pilas de agua bendita se apoyan sobre capiteles que seguramente sostuvieron el coro, actualmente obra de albañilería.